# Simonon
Simonon is een Belgisch historisch merk van motorfietsen en inbouwmotoren.
Volgens "Paul Kelecom: Monographie des Industries du Bassin de Liège, Industrie du Cycle et de l'Automobile, Paul Kelecom, Liège 1905" produceerde dit bedrijf in 1905 motorfietsen en inbouwmotoren in Herstal, maar er is verder niets over bekend.